# Giannis Zaradoukas
Giannis Zaradoukas (Atenas, Ática, Grecia, 12 de diciembre de 1985) es un futbolista de Grecia. Juega de lateral izquierdo y su equipo actual es el Aris FC de la Alpha Ethniki de Grecia.

## Clubes
| Club                | País   | Temporadas |
| ------------------- | ------ | ---------- |
| Panserraikos FC     | Grecia | 2007-2008  |
| Ethnikos Piraeus FC | Grecia | 2008-2009  |
| Olympiakos Volou    | Grecia | 2009-2011  |
| Olympiacos FC       | Grecia | 2011       |
| PAS Giannina FC     | Grecia | 2012       |
| Aris FC             | Grecia | 2013 -     |

-align=center
|Asteras Tripoolis
|Grecia
|2013 presente